# Pamětní medaile k 20. výročí osvobození ČSSR
Pamětní medaile k 20. výročí osvobození ČSSR byla zřízena dne 24. února 1965 zákonným opatřením, které vydalo předsednictvo Národního shromáždění. Sloužila jako čestné uznání, které oceňovalo mimořádné zásluhy prokázané v boji proti fašismu a při osvobození Československa. 
Tato pamětní medaile byla propůjčována prezidentem republiky na návrh vlády. Pokud se jednalo o propůjčení medaile vojákům nebo příslušníkům ozbrojených sborů, návrh byl podáván ministrem národní obrany přímo prezidentovi republiky. Spolu s medailí byl vydáván i diplom, který potvrzoval vlastnictví. 
Medaile je vyrobena z bronzu, její průměr je 35 mm. Lícovou stranu tvoří kvetoucí slovanská lípa a na kraji je nápis „Dvacáté výročí osvobození ČSSR“ s letopočtem 1965. Na rubu je samopal, který rozráží svazek ostnatého drátu jako symbol vítězství nad fašismem. U okraje se nachází nápis „Za zásluhy v boji proti fašismu“ a letopočet 1945. Průvlečná stuha má šířku 38 mm. Základní barvou je šedá, kterou uprostřed vede modrý, červený a bílý proužek, každý o šířce 2 mm. Okraj stuhy je tvořen červeným pruhem, který je široký 4 mm. 
Pamětní medaile je nošena na levé straně prsou. Pokud se nosí jen stužka medaile, je napnutá na liště dlouhé 38 mm a široké 10 mm.
Udělení této medaile bylo opravdu výběrové. Přitom nebylo hleděno stranických zásluh, ale šlo o aktivní odboj proti fašismu v II. světové válce a podíl na osvobození vlasti, a to častokrát s nasazením vlastního života. 
Autorem medaile byl Josef Hvozdenský. 